# Qımılqazma
Qımılqazma è un comune dell'Azerbaigian situato nel distretto di Quba.